# البيانات الحرفية
 البيانات الحرفية  في لغة إكس إم إل هي الحروف وغيرها من علامات الكتابة الطبيعية خلافا للبيانات غير الحرفية مثل الوسوم.